# Фіндлі Тауншип (округ Аллегені, Пенсільванія)
Фіндлі Тауншип (англ. Findlay Township) — селище (англ. township) в США, в окрузі Аллегені штату Пенсільванія. Населення — 6372 особи (2020).

## Демографія
Згідно з переписом 2010 року, у селищі мешкало 5060 осіб у 2092 домогосподарствах у складі 1397 родин. Було 2259 помешкань
Расовий склад населення:
| - 96,1 % — білих - 1,9 % — чорних або афроамериканців - 0,7 % — азіатів - 0,1 % — корінних американців |

До двох чи більше рас належало 1,1 %. Частка іспаномовних становила 0,8 % від усіх жителів.
За віковим діапазоном населення розподілялося таким чином: 22,5 % — особи молодші 18 років, 64,7 % — особи у віці 18—64 років, 12,8 % — особи у віці 65 років та старші. Медіана віку мешканця становила 42,1 року. На 100 осіб жіночої статі у селищі припадало 96,4 чоловіків;  на 100 жінок у віці від 18 років та старших — 93,2 чоловіків також старших 18 років.
Середній дохід на одне домашнє господарство  становив 78 659 доларів США (медіана — 67 386), а середній дохід на одну сім'ю — 94 667 доларів (медіана — 76 339). Медіана доходів становила 62 330 доларів для чоловіків та 47 723 долари для жінок. За межею бідності перебувало 5,7 % осіб, у тому числі 6,1 % дітей у віці до 18 років та 7,1 % осіб у віці 65 років та старших.
Цивільне працевлаштоване населення становило 2671 особа. Основні галузі зайнятості: освіта, охорона здоров'я та соціальна допомога — 21,1 %, транспорт — 12,6 %, роздрібна торгівля — 10,7 %, науковці, спеціалісти, менеджери — 10,2 %.